# David Henry Hwang
David Henry Hwang (cinese tradizionale: 黃哲倫; cinese semplificato: 黄哲伦; pinyin: Huáng Zhélún; jyutping: Wong4 Zit3leon4; Los Angeles, 11 agosto 1957) è un drammaturgo, sceneggiatore e librettista statunitense.

## Biografia
Nato a Los Angeles in una famiglia cinese, David Henry Hwang ha studiato letteratura inglese a Stanford e Yale. Nel corso della sua formazioni universitaria studiò anche drammaturgia sotto la supervisione di Sam Shepard e María Irene Fornés. Le sue prime opera teatrali - FOB, The Dance of the Railroard e Family Devotions - formano una trilogia incentrata sulla vite e le sofferenze dei sino-americani nel diciannovesimo e ventesimo secolo. La trilogia andò in scena con successo nell'Off Broadway di New York, dove vinse l'Obie Award.
Dopo aver scritto i drammi Sound and Beauty and Rich Relations, Hwang ottenne un enorme successo nel 1988 con la sua pièce M. Butterfly, che vinse il Tony Award alla migliore opera teatrale e portò allo scrittore la sua seconda candidatura al Premio Pulitzer per la drammaturgia. Dopo il successo di M. Butterfly, Hwang scrisse per il cinema, il teatro musical e l'opera, diventando un assiduo collaboratore di Philip Glass. Con Glass scrisse tre opere, la più famose delle quali è 1000 Airplanes on the Roof. L'attività da librettista proseguì anche con musical di Broadway, tra cui Aida con la colonna sonora di Elton John e Tarzan con la colonna sonora di Phil Collins. Nel 2019 scrisse il libretto del musical di Jeanine Tesori Soft Power, che gli valse una terza nomination al Premio Pulitzer per la drammaturgia.
Dopo essere stato sposato con Ophelia Y. M. Chong tra il 1985 e il 1989, Hwang si è risposato con l'attrice Kathryn Laynng nel 1993 e la coppia ha avuto due figli, Noah David ed Eva Veanne.

## Filmografia parziale

### Sceneggiatore
- M. Butterfly, regia di David Cronenberg (1993)
- Golden Gate, regia di John Madden (1994)
- Possession - Una storia romantica (Possession), regia di Neil LaBute (2002)
- The Affair - Una relazione pericolosa - serie TV, 4 episodi (2015-2018)

### Produttore
- M. Butterfly, regia di David Cronenberg (1993)
- The Affair - Una relazione pericolosa - serie TV, 22 episodi (2015-2018)